# Haakon el Rojo
Haakon el Rojo (Håkan) rey de Suecia según la tradición, aproximadamente en el periodo de 1070 a 1079. Debe su sobrenombre de el rojo al color de su cabello. Ascendió al poder real después de que el rey anterior, Halsten Stenkilsson, se negara a realizar sacrificios a los dioses nórdicos. Suecia, en ese tiempo, se encontraba dividida en tres facciones, por una parte, se hallaban los suecos paganos, por otra, los suecos cristianos, y finalmente los cristianos de Västergötland. Posiblemente, al mismo tiempo que Haakon, había otro rey, Anund Gårdske, que habría gobernado para los suecos paganos en la primera mitad de la década de 1070, mientras que Haakon era rey de los suecos cristianos, y Halsten junto con su hermano Inge gobernaban en Västergötland.
Poco se sabe del reinado y la familia de Haakon, solo que posiblemente era un hijo ilegítimo del rey Stenkil, y que se desposó con la viuda del rey Erico el Pagano. 
En una piedra rúnica en la isla Adelsö, en el lago Mälaren, se menciona el nombre del rey Haakon y es la primera vez que la palabra rey está documentada en Suecia.